# Histoire des missions évangéliques
Les missions évangéliques sont les missions organisées par les principaux mouvements chrétiens évangéliques, soit le baptisme, le pentecôtisme, le mouvement charismatique et le mouvement néo-charismatique ,.

## Histoire
Les premières sociétés missionnaires évangéliques sont fondées dans le baptisme, avec la Société missionnaire baptiste fondée en 1792 à Kettering (Angleterre) par William Carey,. Elle est suivie en 1814 par les Ministères internationaux, fondés par les Églises baptistes américaines USA aux États-Unis . Les organisations interconfessionnelles ont également été actives. Par exemple, la London Missionary Society est fondée en 1795 par diverses confessions évangéliques qui avaient une vision interconfessionnelle de la mission. Elle est suivie en 1865 par OMF International fondée par Hudson Taylor en Angleterre . Il y a également, en 1893, SIM fondée par les Américains Walter Gowans, Rowland Bingham et Thomas Kent à Lagos au Nigeria. 
En 1951, l’Alliance évangélique mondiale est fondée par les organisations évangéliques de 21 pays, lors de la première assemblée générale à Woudschoten (Zeist) aux Pays-Bas ,,,. Elle jouera un rôle dans la coordination des missions évangéliques.

## Les missions évangéliques après 1960
En 1960, plus de la moitié des missionnaires américains protestants sont évangéliques. Les missions américaines et européennes pentecôtistes sont également nombreuses, mais le pentecôtisme va surtout se développer de façon autonome, par des résidents non-étrangers, dans diverses régions du monde, notamment en Afrique, en Amérique du Sud et en Asie .
Jeunesse en Mission, une organisation interconfessionnelle, est fondée en 1960 aux États-Unis par Loren Cunningham et Darlene, sa femme, ,.
En 1974, Billy Graham et le Comité de Lausanne pour l'évangélisation du monde organisent le Premier congrès international sur l'évangélisation mondiale à Lausanne  qui contribue à une unité des organisations évangéliques dans la mission au travers de la Déclaration de Lausanne écrite par John Stott.
En 2004, la Corée du Sud devient la deuxième source de missionnaires dans le monde, après les États-Unis et devant l’Angleterre ,.
En 2007, il y avait plus 10 000  missionnaires baptistes dans des missions outremer dans le monde .
Selon certains chercheurs, le christianisme évangélique est le mouvement spirituel qui progresse le plus rapidement au monde dans le courant du 21e siècle, principalement par des expériences de conversion religieuse (nouvelle naissance) , .

## Asie

### Inde
À Serampore au Bengale-Occidental, William Carey et ses collègues de la Société missionnaire baptiste avaient traduit la bible en 40 langages ou dialecte.

### Chine
En 1882, avec 650 missionnaires venus des pays les plus divers et de diverses églises, la CIM  fondée par le pasteur britannique Hudson Taylor en 1865, devient la plus grande société de mission évangélique. Dans les grandes villes, d'autres sociétés de missions créent des universités et des hôpitaux. La Mission à l'Intérieur de la Chine a donné un véritable élan au développement du protestantisme chinois. Au total, elle a amené plus de 800 missionnaires à travailler en Chine, où ils ont fondé plus de 125 écoles et converti quelque 18 000 personnes au christianisme. Ils ont également établi 300 stations d'évangélisation dans les dix-huit provinces de la Chine, y employant plus de 500 travailleurs locaux.

### Corée
Les premiers missionnaires protestants arrivent en Corée en 1884, un siècle après les catholiques, lesquels ont été violemment persécutés voire massacrés avec 10 000 de leur fidèles entretemps.
En situant l'irruption massive des missions protestantes en 1885, le missionnaire baptiste James Grayson a pu avancer qu'à cette date-là, l’Église protestante de Corée était déjà établie avant qu’il n’y ait aucun missionnaire étranger en Corée. Il raconte qu'en hiver 1884, Ross, accompagné par un jeune missionnaire baptise 75 personnes pendant son voyage. "À la veille du commencement des missions évangéliques en Corée, écrit-il,  nous voyons que 1) des Coréens ont déjà été convertis au christianisme protestant, 2) Ils sont impliqués dans la propagation, dans plusieurs secteurs 3) la bible a commencé à circuler en quantité et enfin 4) le christianisme est implanté dans la diaspora coréenne de Mandchourie."
La multiplication des missionnaires de toutes confessions ménera à la situation actuelle où la Corée compte 24 % de protestants et 7,6 % de catholiques, ce qui fati du christianisme pris globalement la première religion en Corée.

## Afrique
De nombreuses sociétés missionnaires baptistes ont été à l’origine de la fondation de confessions baptistes sur le continent.  Parmi les premières missions établies, il y a eu celle de la Baptist Missionary Society, dirigée par le pasteur britannique Alfred Saker et sa femme en 1845 à Douala . Il y fit construire des écoles et des églises .

## Amériques
Les Assemblées de Dieu ont établi des missions dans plusieurs pays du continent.  Une des premières missions a été établie à Sogamoso en Colombie en 1932 par des missionnaires américains .